# 25594 Кеслер
25594 Кеслер (25594 Kessler) — астероїд головного поясу, відкритий 29 грудня 1999 року.
Тіссеранів параметр щодо Юпітера — 3,232.